# Kamáres (Héraklion)
Kamáres, en grec moderne : Καμάρες, est un village du dème de Phaistos, en Crète, en Grèce. Selon le recensement de 2001, la population de Kamáres compte 437 habitants. Il est situé à une altitude de 600 m.